# Matrice gramiana di osservabilità
Nella teoria del controllo, la matrice gramiana di osservabilità è una matrice di Gram usata per determinare se un sistema dinamico è osservabile.
Dato un sistema lineare invariante rispetto al tempo asintoticamente stabile:
{\displaystyle {\dot {x}}=Ax+Bu}
{\displaystyle y=Cx+Du}
la matrice gramiana di osservabilità è definita come
{\displaystyle W_{o}=\int _{0}^{\infty }e^{A^{T}\tau }C^{T}Ce^{A\tau }d\tau }
Il sistema è osservabile se e solo se la sua matrice gramiana di osservabilità è definita positiva.
La matrice gramiana di osservabilità può anche essere calcolata risolvendo la seguente equazione di Lyapunov:
{\displaystyle A^{T}W_{o}+W_{o}A+C^{T}C=0}